# Badenheim
Badenheim este o comună din landul Renania-Palatinat, Germania.